# Лесная оранжерея (Гатчина)
Лесная оранжерея — здание в Дворцовом парке в Гатчине, построено в конце XVIII века.
Винченцо Бренной был разработан проект здания для зимнего хранения южных растений в деревянных кадках, выставлявшихся на летний период возле дорожек. В начале 1794 года был заключён контракт с подрядчиком — Кирьяном Пластининым. Работы проводились под наблюдением каменных дел мастера Д. Висконти. Предполагалось завершение постройки к концу того же года, но работы затянулись и были закончены только к концу 1796 года.
Здание построено из красного кирпича, облицованного пудостским камнем. В плане данное здание является прямоугольником, имеющим выступы-ризалиты по сторонам главного фасада. Боковые ризалиты и средняя часть главного фасада прорезаны высокими арочными проёмами. Проёмы имели оконные и дверные переплёты с мелкой расстекловкой. Крыша имела декоративные мансардные окна над средней частью главного фасада и большие окна с остеклёнными створками над боковыми ризалитами.
При постройке оранжереи была произведена перепланировка ближайших окрестностей парка. В 1798 году перед лицевым фасадом, между Лесной оранжереей и «Дворцовым оранжерейным хозяйством», под руководством гатчинского садовода Я. Гаккета был вырыт овальный в плане пруд, получивший название «Оранжерейный». В откосах пруда были построены лестницы для спуска к воде.
В 1848 году была произведена реконструкция Лесной оранжереи: к зданию были пристроены жилые помещения.
В дальнейшем здание не получало повреждений, пока во время Великой Отечественной войны Лесная оранжерея не была подожжена оккупантами. В результате пожара пострадала выкладка стен из пудостского камня, выгорели все деревянные конструкции, пристройки с задней части оранжереи.
До настоящего времени Лесная оранжерея так и не восстановлена. В 2013 году вход в руины через проёмы был закрыт решётчатой оградой; со стороны дорожки у ограды поставлена табличка с исторической справкой.